# Macadam (route)
Pour les articles homonymes, voir Macadam.
Ne doit pas être confondu avec Enrobé.

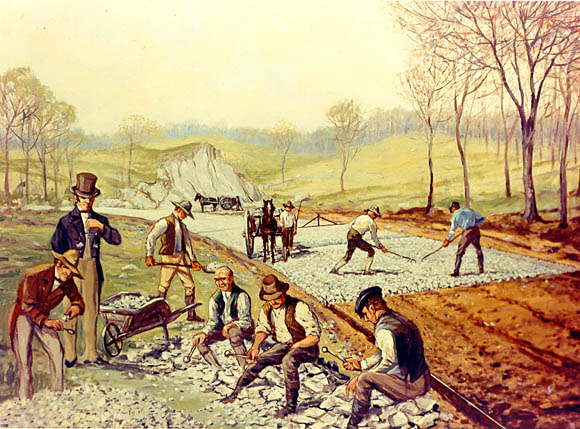
Empierrement d'une route selon la technique Macadam en 1823. Au premier plan concassage de pierres pour obtenir la granulométrie requise.

Le macadam est une technique de revêtement des chaussées élaborée par l'Écossais John Loudon McAdam vers 1820. Ce procédé consiste à répandre sur un sol nivelé et asséché, des couches successives de pierres concassées (en) de granulométries décroissantes, liées avec du sable et de l'eau, et agglomérées au moyen de rouleaux compresseurs.
Le processus de réfection des routes avec le macadam se nomme la macadamisation.
L'utilisation de ce procédé de couches successives de granulométries décroissantes, a progressivement été abandonnée au cours de la seconde moitié du XXe siècle mais son principe, le blocage de pierres, est toujours en œuvre dans la couche d'assise des routes (constituée de la couche de fondation et de la couche de base — appelée encore macadam —, l'une et l'autre utilisant des pierres sans éléments fins) désormais recouvertes essentiellement d'un revêtement en béton et surtout en enrobé bitumineux.
Les termes « bitume », « goudron », « asphalte », « macadam » continuent à être employés par abus de langage, sans distinction, de manière générique, pour nommer les chaussées.

## Description
La technique classique de l'empierrement a été mise au point vers 1760 par l'inspecteur des Ponts et Chaussées Pierre Marie Jérôme Trésaguet. Elle s'était généralisée en Europe et impliquait la pose de gros blocs posés pointe en haut, les interstices étant ensuite bloqués par insertion d'éclats de pierres.
Au contraire, McAdam propose une technique bien plus simple et qu'il présente comme nouvelle mais déjà employée par les Romains en -450, à partir d'un procédé connu mille ans auparavant des Babyloniens. Sur un sol bien drainé, il se contente de faire poser une épaisse couche de cailloutis dont les fragments ont été soigneusement calibrés selon une granulométrie précise. Cette couche est ensuite tassée directement par le trafic, ou préférablement, par des rouleaux compresseurs, jusqu'à former un revêtement résistant et relativement étanche. Beaucoup moins coûteux, ce système exige cependant un entretien plus constant.
Les thèses de McAdam, qui ne semblent pas avoir été publiées sous son propre nom en traduction française, ont été diffusées très rapidement, en France par le baron Charles Dupin, par les ingénieurs Henri Navier, Antoine Rémy Polonceau et Alexandre Berthault-Ducreux, ou encore en Allemagne par Vogel et Dingler.

## Revêtement bitumineux
Jusqu'au XIXe siècle, le réseau routier est constitué de routes en terre, de chaussées pavées ou de chemins empierrés de mauvaise qualité. Les routes macadamisées sont une réponse à ce problème : le roulement des véhicules sur le macadam a pour effet de renforcer la résistance de la route. Mais l'utilisation du macadam produit de la poussière, des boues et des ornières (creusement favorisé par la pose d'une couche de graviers pas assez épaisse en raison du coût de main d'œuvre, notamment lié au concassage au marteau). Le développement des véhicules à moteur à la fin du XIXe siècle entraîne successivement une modification des revêtements routiers, constitués alors de pavés ou de macadam à l'eau, par la mise en œuvre du goudron (dérivé du charbon, il est utilisé notamment dans le tarmacadam ou tarmac jusqu'à son abandon en raison des risques cancérigènes), du bitume (dérivé du pétrole, mais dans le langage courant on continue à parler de revêtement en « goudron » ou de « goudronner » une route), du béton, de l'asphalte (mélange de granulats et de 10 % de bitume sous forme naturelle) et surtout d'enrobé bitumineux (mélange de granulats et de 5 % de bitume), lesquels forment une couche de roulement protégeant complètement le macadam et sont à l'origine du réseau routier moderne,.

## Dans la culture populaire
On appelle « fleur de macadam » une prostituée qui racole (en rapport avec la rue recouverte de macadam dans laquelle elle travaille).
Composée en 1935 par Vincent Scotto, sur des paroles de Géo Koger et Vincent Telly, et interprétée par Maurice Chevalier, la chanson Prosper (Yop la boum) a contribué à populariser le mot « macadam » du fait de son refrain Prosper yop la boum, c'est le roi du macadam. Elle relate, sur un ton à la fois humoristique et complaisant, les activités de proxénète du « grand Prosper » dont la « petite entreprise » est florissante.
Composée en 1962 par Jean-Pierre Ferland, la chanson « Les fleurs de macadam » raconte son enfance à la station-service à Montréal. Le site de la station-service abrite aujourd'hui la place des Fleurs-de-Macadam.